# Hauptstraße C37
Die Hauptstraße C37 (englisch Main Road C37) verläuft im Süden Namibias in der Region ǁKaras. Sie verläuft von Aussenkehr am Oranje-Fluss nordwärts nahe dem Fischfluss-Canyon über Hobas bis an die Hauptstraße C12.
Die Straße verfügt auf ihrer gesamten Strecke über eine Kiestragschicht. Sie ist die einzige Hauptstraße im Süden Namibias, die eine derart hohe Nummer aufweist.